# 魯斯·梅耶
羅素·阿爾比恩·梅耶（英語：Russell Albion Meyer，1922年3月21日—2004年9月18日）是一名美國男導演、編劇、製片人、攝影指導、剪輯師、演員和攝影指導。梅耶以編劇及執導多部成功的性剝削電影而聞名；他的電影以坎普風的幽默、狡猾性的諷刺及大胸部的女性為特色，如1965年的《小野貓的公路歷險記》。
梅耶擅長嘲笑道德上的刻板印象，並公然諷刺保守的美國價值觀。他的許多電影都有一位旁白，以試圖給觀眾一個他們正在觀看的「道德路線圖」。就像當代的泰瑞·蘇瑟一樣，梅耶意識到性——是大多數人為數不多的共同利益之一，也是諷刺最偉大的世代所抱持的價值觀。記者兼作家的羅傑·伊伯特在《飛越美人谷》（1970年）的DVD講評中表示，梅耶不斷地重申自己的觀點，這種不敬是他在藝術上成功的真正秘訣。
他也因其聰明才智而聞名。在參加耶魯大學的小組討論時，梅耶遇到了一位憤怒的女人並指責他「只不過是個戀胸男」。而梅耶則回答：「這才只是一半罷了。」

## 延伸閱讀
- Jack Stevenson. "Russ Meyer: The Movie Man Who Would Be King" in Jack Stevenson (ed), Fleshpot: Cinema's Sexual Myth Makers and Taboo Breakers. Manchester: Critical Vision/Headpress, 2002, pp; 163-175

## 外部連結
- 魯斯·梅耶在互联网电影资料库（IMDb）上的資料（英文）
- 在Find a Grave上的魯斯·梅耶